# Montebelluna
Montebelluna és un municipi italià, situat a la regió del Vèneto i a la província de Treviso. L'any 2007 tenia 30.064 habitants.

## Persones de Montebelluna
- Marcello Agnoletto jugador de futbol
- Luca Badoer pilot de F1
- Giandomenico Basso pilot de Ral·li
- Rinaldo Carniello escultor
- Lucio De Bortoli historiador
- Carlo Moretti escriptor
- Renato Palumbo diretctor d'orquestra
- Aldo Serena jugador de futbol
- Augusto Serena escriptor
- Luigi Serena pintor
- Attilio Tesser entrenador de futbol
- Angela Veronese poetessa
- Luigi Datome jugador de bàsquet
- Paolo Valbusa historiador
- Laura Puppato politica
- Afra BianchinDissenyadora
- Gastone Limarilli (1927-1998) cantant d'òpera